# Lukovke
Lukovke (Lukovi; lat. Allioideae) nekadašnja biljna porodica Aliaceae, danas se smatra potporodicom porodice Amaryllidaceae ili zvanikovke, a pripadaju redu šparogolike (Asparagales).

## Opis
Allioideae su potporodica cvjetnica u porodici Amaryllidaceae (red Asparagales), s oko 18 rodova rasprostranjenih u većini regija svijeta, osim u tropima, Australiji i Novom Zelandu. Iako su ranije tretirane kao vlastita porodica (Alliaceae), Allioideae je rekategorizirana kao potporodica botaničkim klasifikacijskim sustavom Angiosperm Phylogeny Group III (APG III). Članovi skupine imaju lukovice ili rizome (podzemne stabljike); većina ima dugačko tanko lišće i grozdove različitog broja cvjetova.
Rod Allium sadrži nekoliko jestivih biljaka, uključujući obični luk (A. cepa), “divlji luk” (A. cernuum), češnjak (A. sativum), medvjeđi luk (A. ursinum), poriluk (A. porrum), vlasac ( A. schoenoprasum), i ljutiku (A. cepa, sorta aggregatum). Mnoge druge vrste s mirisom luka ili češnjaka uzgajaju se kao ukrasne granične biljke, poput “europskog zlatnog luka” (A. moly) i A. carinatum te “jesenskog luka” (A. stellatum) i “prerijskog luka” (A. textile) ) Sjeverne Amerike.
Biljke iz roda Tulbaghia također su popularni ukrasi. Društveni češnjak ili ružičasti agapantus (Tulbaghia violacea) ima debelu stabljiku, lišće s mirisom češnjaka i ljubičaste cvjetove u obliku urne. Afrički ljiljan ili nilski ljiljan (Agapanthus africanus) čest je ukras u toplim područjima i uzgaja se zbog velikih, atraktivnih cvjetnih grozdova.

## Rodovi:
- Allieae Dumort.
  - genus Allium L.

Nekadašnji predstavnici:
- Gilliesieae Baker, danas potporodica Gilliesioideae Arn.
  - Gilliesiinae Benth. & Hook.f.
    - genus Gilliesia Lindl.
    - genus Miersia Lindl.
    - genus Schickendantziella Speg.
    - genus Trichlora Baker

  - Leucocoryninae M.F.Fay & Christenh.
    - genus Ipheion Raf.
    - genus Latace Phil.
    - genus Leucocoryne Lindl.
    - genus Nothoscordum Kunth
    - genus Tristagma Poepp.
- Tulbaghieae Endl. ex Meisn., danas potporodica Tulbaghioideae M.F.Fay & M.W.Chase
  - genus Tulbaghia L.

## Porodica Aliaceae
Nekadašnja je potodica Aliaceae zajedno s porodicama Amaryllidaceae, Hesperocallidaceae,  Hyacinthaceae i Themidaceae klasificirana je u nekadašnji red Amaryllidales i nadredu Lilianae.
Uz najvažiji rod allium ili luk, u nju su pripisivani i rodovi: 
- Agapanthus,
- Ancrumia (1 sinonim), Ancrumia cuspidata Harv. ex Baker = Solaria cuspidata (Harv. ex Baker) Ravenna
- Androstephium,
- Beauverdia (14 sinonima):

1. Beauverdia felipponei (Beauverd) Herter = Tristagma sellowianum (Kunth) Traub
2. Beauverdia hirtella (Kunth) Herter = Tristagma hirtellum (Kunth) Traub
3. Beauverdia lloydiiflora (Beauverd) Herter = Tristagma vittatum (Griseb.) Traub
4. Beauverdia lorentzii Herter = Tristagma hirtellum (Kunth) Traub
5. Beauverdia recurvifolia (C.H.Wright) Herter = Tristagma sessile (Phil.) Traub
6. Beauverdia sellowiana (Kunth) Herter = Tristagma sellowianum (Kunth) Traub
7. Beauverdia subsessilis (Beauverd) Herter = Tristagma hirtellum (Kunth) Traub
8. Beauverdia tweedieana (Baker) Herter = Tristagma tweedieanum (Baker) Traub
9. Beauverdia uniflora (Lindl.) Herter = Tristagma uniflorum (Lindl.) Traub
10. Beauverdia uniflora f. alba Herter = Tristagma uniflorum (Lindl.) Traub
11. Beauverdia uniflora f. roseoplena Herter = Tristagma uniflorum (Lindl.) Traub
12. Beauverdia uniflora f. tenuipetala Herter = Tristagma uniflorum f. tenuipetalum (Herter) Traub
13. Beauverdia uniflora f. tenuitepala Herter = Tristagma uniflorum (Lindl.) Traub
14. Beauverdia vittata (Griseb.) Herter = Tristagma vittatum (Griseb.) Traub
15. Behria (1 sinonim), Behria tenuiflora Greene = Bessera tenuiflora (Greene) J.F.Macbr.

- Bessera,
- Bloomeria,
- Brevoortia (3 sinonima),

1. Brevoortia coccinea (A.Gray) S.Watson = Dichelostemma ida-maia (Alph.Wood) Greene
2. Brevoortia ida-maia Alph.Wood = Dichelostemma ida-maia (Alph.Wood) Greene
3. Brevoortia × venusta Greene = Dichelostemma × venustum (Greene) Hoover

- Brodiaea,
- Caloscordum (5 sinonima),

1. Caloscordum exsertum (G.Don) Herb. = Allium chinense G.Don
2. Caloscordum inutile (Makino) Okuyama & Kitag. = Allium inutile Makino
3. Caloscordum neriniflorum Herb. = Allium neriniflorum (Herb.) G.Don
4. Caloscordum neriniflorum f. albiflorum (Kitag.) Kitag. = Allium neriniflorum (Herb.) G.Don
5. Caloscordum tubiforum (Rendle) Traub = Allium tubiflorum Rendle

- Cepa (brojni sinonmi),

1. Cepa alba P.Renault = Allium cepa L.
2. Cepa amboinensis (L.) Kuntze 	= Proiphys amboinensis (L.) Herb.
3. Cepa angulosa (L.) Bernh. = Allium angulosum L.
4. Cepa ascalonica (L.) Garsault = Allium ascalonicum L.
5. Cepa carinata (L.) Bernh. = Allium carinatum L.
6. Cepa cernua (Roth) Moench = Allium cernuum Roth
7. Cepa esculenta Gray  = Allium cepa L.
8. Cepa fissilis Garsault = Allium fistulosum L.
9. Cepa fistulosa (L.) Gray = Allium fistulosum L.
10. Cepa flava (L.) Moench = Allium flavum L.
11. Cepa flexuosa Moench  = Allium roseum L.
12. Cepa moly (L.) Moench = Allium moly L.
13. Cepa obliqua (L.) Moench = Allium obliquum L.
14. Cepa oleracea (L.) Bernh. = Allium oleraceum L.
15. Cepa pallens P.Renault = Allium cepa L.
16. Cepa paniculata (L.) Moench = Allium paniculatum L.
17. Cepa × prolifera Moench = Allium × proliferum (Moench) Schrad. ex Willd.
18. Cepa rubra P.Renault 	= Allium cepa L.
19. Cepa schoenoprasa (L.) Moench = Allium schoenoprasum L.
20. Cepa senescens (L.) Moench = Allium senescens L.
21. Cepa tenuifolia (Salisb.) Gray = Allium schoenoprasum L.
22. Cepa ursina (L.) Bernh. = Allium ursinum L.
23. Cepa ventricosa Moench = Allium fistulosum L.
24. Cepa victorialis (L.) Moench 	= Allium victorialis L.
25. Cepa vulgaris Garsault = Allium cepa L.

- Chrysocoryne,
- Dandya,
- Dichelostemma,
- Dipterostemon (4 sinonima),

1. Dipterostemon capitatus (Benth.) Rydb. = Dichelostemma capitatum (Benth.) Alph.Wood
2. Dipterostemon insularis (Greene) Rydb. = Dichelostemma capitatum (Benth.) Alph.Wood
3. Dipterostemon pauciflorus (Torr.) Rydb. = Dichelostemma capitatum subsp. pauciflorum (Torr.) Keator
4. Dipterostemon pulchellus (Salisb.) Rydb. = Dichelostemma congestum (Sm.) Kunth

- Erinna (1 sinonim), Erinna gilliesioides Phil. = Leucocoryne gilliesioides (Phil.) Ravenna
- Garaventia (1 sinonim), Garaventia graminifolia (Phil.) Looser = Tristagma graminifolium (Phil.) Ravenna
- Gethyum (2 sinonima),

1. Gethyum atropurpureum Phil. = Solaria atropurpurea (Phil.) Ravenna
2. Gethyum cuspidatum (Harv. ex Baker) Muñoz-Schick  = Solaria cuspidata (Harv. ex Baker) Ravenna

- Gilliesia,
- Ipheion,
- Latace (1 sinonim), Latace volkmannii Phil. = Nothoscordum andinum (Poepp.) Kunth ex Fuentes
- Leucocoryne,
- Miersia,
- Milula (1 sinonim), Milula spicata Prain = Allium spicatum (Prain) N.Friesen
- Muilla,
- Nectaroscordum (9 sinonima),

1. Nectaroscordum bulgaricum Janka = Allium siculum subsp. dioscoridis (Sm.) K.Richt.
2. Nectaroscordum dioscoridis (Sm.) Stankov = Allium siculum subsp. dioscoridis (Sm.) K.Richt.
3. Nectaroscordum koelzii Wendelbo = Allium koelzii (Wendelbo) Perss. & Wendelbo
4. Nectaroscordum meliophilum (Juz.) Zahar. = Allium siculum subsp. dioscoridis (Sm.) K.Richt.
5. Nectaroscordum persicum (Bornm.) Bornm. = Allium tripedale Trautv.
6. Nectaroscordum siculum (Ucria) Lindl. = Allium siculum Ucria
7. Nectaroscordum siculum subsp. bulgaricum (Janka) Stearn  = Allium siculum subsp. dioscoridis (Sm.) K.Richt.
8. Nectaroscordum siculum subsp. dioscoridis (Sibth. & Sm.) Bordz. = Allium siculum subsp. dioscoridis (Sm.) K.Richt.
9. Nectaroscordum tripedale (Trautv.) Traub = = Allium tripedale Trautv.

- Nothoscordum,
- Pabellonia,
- Petronymphe,
- Solaria,
- Speea,
- Steinmannia,
- Stemmatium (1 sinonim), Stemmatium narcissoides Phil. = Leucocoryne coronata Ravenna
- Stropholirion (1 sinonim), Stropholirion californicum Torr. = Dichelostemma volubile (Kellogg) A.Heller
- Trichlora,
- Tristagma,
- Triteleia,
- Triteleiopsis
- Tulbaghia.

## Sinonimi
- Aglitheis Raf.
- Anguinum Fourr.
- Ascalonicum P.Renault
- Berenice Salisb.
- Briseis Salisb.
- Butomissa Salisb.
- Calliprena Salisb.
- Caloscordum Herb.
- Camarilla Salisb.
- Canidia Salisb.
- Cepa Mill.
- Codonoprasum Rchb.
- Endotis Raf.
- Geboscon Raf.
- Getuonis Raf.
- Gynodon Raf.
- Hexonychia Salisb.
- Hylogeton Salisb.
- Iulus Salisb.
- Kalabotis Raf.
- Kepa Tourn. ex Raf.
- Kromon Raf.
- Loncostemon Raf.
- Maligia Raf.
- Milula Prain
- Moenchia Medik.
- Molium (G.Don) Haw.
- Moly Mill.
- Molyza Salisb.
- Nectaroscordum Lindl.
- Ophioscorodon Wallr.
- Panstenum Raf.
- Phyllodolon Salisb.
- Plexistena Raf.
- Porrum Mill.
- Praskoinon Raf.
- Raphione Salisb.
- Rhizirideum Fourr.
- Saturnia Maratti
- Schoenissa Salisb.
- Schoenoprasum Kunth
- Scorodon Fourr.
- Stelmesus Raf.
- Stemodoxis Raf.
- Trigonea Parl.
- Validallium Small
- Xylorhiza Salisb.